# Nekrasov
Nekrasov (ženska oblika Nekrasova) je priimek več oseb ruskega porekla:
- Darja "Dasha" Dmitrijevna Nekrasova (*1991), belorusko-ameriška igralka, pisateljica, režiserka in sovoditeljica podcasta Red Scare
- Aleksander Petrovič Nekrasov, sovjetski general
- Ivan Aleksandrovič Nekrasov, sovjetski general
- Ivan Mihailovič Nekrasov, sovjetski general
- Marina Nekrasova (*1995), rusko-azerbajdžanska ritmična gimnastičarka
- Nikolaj Aleksejevič Nekrasov (1821 – 1877/8), ruski pesnik in literat
- Nikolaj Visarjonovič Nekrasov (1879 – 1940), ruski liberalni politik, zadnji generalni guverner Finske
- Viktor Platonovič Nekrasov (1921 – 1987)  ruski novinar in pisatelj
- Vsevolod Nekrasov (1934 – 2009), ruski pesnik